# Yoshiharu Horii
Yoshiharu Horii (堀井 美晴 Horii Yoshiharu?), född 16 mars 1953 i Shizuoka prefektur, är en japansk före detta fotbollsspelare och tränare.
Horii började sin karriär 1971 i Yanmar Diesel. Med Yanmar Diesel vann han japanska ligan 1971, 1974, 1975, 1980, japanska ligacupen 1983, 1984 och japanska cupen 1974. Han avslutade karriären 1987.
Horii har efter den aktiva karriären verkat som tränare och har tränat J2 League-klubbar, Kawasaki Frontale.